# Acısu Deresi
Pour les articles homonymes, voir Acısu.
La rivière Acısu (Acısu Deresi, « rivière de l'eau aigre / acide ») est un affluent du fleuve Kızılırmak sur sa rive gauche.

## Géographie
La rivière s'écoule dans le district de Şarkışla de la province de Sivas.
Elle reçoit les eaux de la Maksutlu Deresi, coupée par le barrage de Maksutlu, juste en amont de la ville de Şarkışla. Elle reçoit l'apport de la Kanak Deresi qui reçoit la Çaylak Deresi coupée par le barrage de Yapialtin, en aval de la ville de Şarkışla.